# Sarasota Open de 2014
O Sarasota Open de 2014 foi um torneio profissional de tênis jogado em quadras de saibro. Foi a sexta edição do torneio, fez parte do ATP Challenger Tour de 2014. Ela ocorreu em Sarasota, Flórida, Estados Unidos, entre 14 e 20 de abril de 2014.

## Entradas na chave principal de simples

### Cabeças de chave
| País | Jogador             | Rank | N° |
| ---- | ------------------- | ---- | -- |
| RUS  | Alex Bogomolov, Jr. | 85   | 1  |
| USA  | Donald Young        | 91   | 2  |
| USA  | Jack Sock           | 94   | 3  |
| USA  | Michael Russell     | 97   | 4  |
| USA  | Tim Smyczek         | 103  | 5  |
| USA  | Alex Kuznetsov      | 124  | 6  |
| ARG  | Facundo Bagnis      | 132  | 7  |
| CAN  | Peter Polansky      | 135  | 8  |

### Outras entradas
Os seguintes jogadores receberam wildcards para entrar na chave principal:
- Sekou Bangoura
- Mac Styslinger
- Daniel Kosakowski
- Jarmere Jenkins

Os seguintes jogadores entraram pelo qualifying:
- Gianni Mina
- Naoki Nakagawa
- Antonio Veić
- Alexander Zverev

## Entradas na chave principal de duplas

### Cabeças de chave
| País | Jogador         | País | Jogador            | Rank | N° |
| ---- | --------------- | ---- | ------------------ | ---- | -- |
| USA  | Scott Lipsky    | NZL  | Michael Venus      | 110  | 1  |
| CRO  | Marin Draganja  | FIN  | Henri Kontinen     | 122  | 2  |
| GBR  | Ken Skupski     | GBR  | Neal Skupski       | 132  | 3  |
| GER  | Gero Kretschmer | GER  | Alexander Satschko | 167  | 4  |

### Outras entradas
Os seguintes jogadores receberam wildcards para entrar na chave principal:
- Sekou Bangoura /  Vahid Mirzadeh
- Siddhartha Chappidi /  Joel Link
- Jarmere Jenkins /  Mac Styslinger

Os seguintes jogadores entraram pelo qualifying:
- Rubén Ramírez Hidalgo /  Franko Škugor

## Campeões

### Simples
- Nick Kyrgios der.  Filip Krajinović, 7–6(12–10), 6–4

### Duplas
Marin Draganja /  Henri Kontinen der.  Rubén Ramírez Hidalgo /  Franko Škugor, 7–5, 5–7, [10–6]